# 聯合國安全理事會第1803號決議
聯合國安全理事會第1803號決議是联合国安全理事会於2008年3月3日第5848次会议上通过的一项决议，安理会15个理事国中14个国家投了赞成票、0个国家投了反对票、1个国家弃权（印度尼西亞）。

## 內容
在決議中，聯合國安理會重申了對《核不扩散条约》的承诺和该条约所有缔约国全面遵守其一切义务的必要性，並根據《聯合國憲章》第七章第四十一條的規定，要求伊朗伊斯蘭共和國立即停止所有濃縮鈾活動，並要求伊朗停止任何與離心機和濃縮鈾有關的研究和開發。決議鼓勵欧洲联盟继续与伊朗沟通，並與中華人民共和國、美利堅合眾國、法蘭西共和國、德意志聯邦共和國、大不列顛暨北愛爾蘭聯合王國及俄罗斯联邦合作，推動伊朗核問題的谈判。

## 終止
2015年7月20日過聯合國安全理事會通過了第2231號決議，決定終止了第1803號決議，該決議於2016年1月16日聯合全面行動計劃實施日生效。